# Unterhaid (Zell im Fichtelgebirge)
Unterhaid ist ein Gemeindeteil des Marktes Zell im Fichtelgebirge im Landkreis Hof (Oberfranken, Bayern). Unterhaid liegt in der Gemarkung Zell.

## Geografie
Beim Weiler, der allseits von Grünland umgeben ist, gibt es eine Bauschuttdeponie. Im Südwesten befindet sich der Flugplatz Zell-Haidberg. Ein Anliegerweg führt 300 Meter nordöstlich zur Kreisstraße HO 19 – dort befindet sich ein Anwesen von Unterhaid – bzw. 700 Meter westlich zu einem weiteren Anwesen von Unterhaid.

## Geschichte
Unterhaid gehörte zur Realgemeinde Zell. Gegen Ende des 18. Jahrhunderts bestand Ober- und Unterhaid aus 6 Anwesen (2 Sölden, 1 Tropfhaus, 2 halbe Tropfhäuser, 1 halbe Ziegelhütte). Die Hochgerichtsbarkeit stand dem bayreuthischen Amt Stockenroth zu. Das Kastenamt Stockenroth war Grundherr sämtlicher Anwesen.
Von 1797 bis 1810 unterstand Unterhaid dem Justiz- und Kammeramt Münchberg. Infolge des Ersten Gemeindeedikts wurde Unterhaid dem 1812 gebildeten Steuerdistrikt Zell und der zugleich entstandenen die Ruralgemeinde Zell zugewiesen.

### Einwohnerentwicklung
| Jahr      | 1812  | 1819  | 1861   | 1871   | 1885   | 1900   | 1925   | 1950   | 1961   | 1970   | 1987   | 2005  | 2010  | 2015  |
| Einwohner | *21   | †     | 58     | 73     | 61     | 42     | 50     | 41     | 28     | 24     | 18     | 18    | 16    | 17    |
| Häuser    | *6    |       |        |        | 11     | 10     | 8      | 8      | 7      |        | 6      |       |       |       |
| Quelle    | [ 6 ] | [ 9 ] | [ 10 ] | [ 11 ] | [ 12 ] | [ 13 ] | [ 14 ] | [ 15 ] | [ 16 ] | [ 17 ] | [ 18 ] | [ 1 ] | [ 1 ] | [ 1 ] |

## Religion
Unterhaid ist bis heute nach St. Gallus (Zell im Fichtelgebirge) gepfarrt und evangelisch-lutherisch geprägt.